# ACCA: 13-ku Kansatsu-ka
ACCA: 13-ku Kansatsu-ka (ACCA13区監察課?) es una serie de manga escrita e ilustrada por Natsume Ono. Este ha dado origen a un manga spin-off escrito por la misma autora y una serie de anime de 12 episodios dirigida por Shingo Natsume.

## Argumento
El reino de Dōwā, subdividido en 13 estados, celebra el cumpleaños número 99 de su monarca. Los 13 poseen pequeñas organizaciones controladas, a su vez, por ACCA. Jean Otus es el segundo en cargo del Departamento de Inspección de ACCA. Su trabajo consiste en controlar cada una de las agencias de los distintos estados.

### ACCA
Es una organización encargada de resguardar la paz de los ciudadanos de los 13 distritos autónomos que posee el Reino de Dōwā. Fue creada hace 100 años luego de un golpe de Estado al Rey que gobernaba en aquel momento. Su nombre proviene de una especie de ave extinta que simboliza la paz. Es por eso que su "mascota" es un pájaro llamado "Mr. ACCA", utilizado para educar a los niños del país e instruirlos acerca del trabajo e importancia de ACCA. 
Los 13 distritos son lugares muy diferentes entre sí. Cada uno cuenta con distintos recursos y posee distintas problemáticas. Incluso el uniforme de ACCA de cada oficina distrital es diferente. Estos son: Bādon, Birra, Kororē, Dōwā, Suitsu, Jumōku, Yakkara, Pranetta, Furawau, Hare, Rokkusu, Fāmasu y Peshi.

## Personajes
Jean Otus (ジーン・オータス Jīn Ōtasu?)
 Seiyū: Hiro Shimono
Trabaja en el Departamento de Inspección de ACCA. Le gustan los emparedados y las frutillas.
Nino (ニーノ Nīno?)
 Seiyū: Kenjirō Tsuda
Es amigo de Jean. Es un periodista freelancer. Le gusta el chocolate y manejar su moto.
Lotta (ロッタ Rotta?)
 Seiyū: Aoi Yūki
Hermana menor de Jean. Es una gran cocinera y adora los dulces.
Grossular (グロッシュラー Gurosshurā?)
 Seiyū: Jun'ichi Suwabe
Es miembro de las "Cinco Cabezas" de ACCA. Es oriundo del distrito Rokkusu.
Lilium (リーリウム Rīriumu?)
 Seiyū: Kōji Yusa
Es miembro de las "Cinco Cabezas" de ACCA. Es oriundo del distrito Furawau.
Spade (スペード Supēdo?)
 Seiyū: Tōru Ōkawa
Es miembro de las "Cinco Cabezas" de ACCA. Es oriundo del distrito Yakkara.
Pastis (パスティス Pasutisu?)
 Seiyū: Hikaru Midorikawa
Es miembro de las "Cinco Cabezas" de ACCA. Es oriundo del distrito Suitsu.
Pine (パイン Pain?)
 Seiyū: Hiroki Yasumoto
Es miembro de las "Cinco Cabezas" de ACCA. Es oriundo del distrito Jumōku.
Mauve (モーヴ Mōvu?)
 Seiyū: Atsuko Tanaka (seiyū) (anime) y Atsuko Tanaka (juego)
Es la directora general de ACCA. Es supervisada por las Cinco Cabezas.

## Contenido de la obra

### Manga
Ha sido publicado en la revista mensual Big Gangan de la editorial Square Enix. Consta de 37 capítulos recopilados en 6 volúmenes tankōbon.

#### Volúmenes
| Volumen | Fecha de publicación en Japón |
| ------- | ----------------------------- |
| 01      | 25 de noviembre de 2013       |
| 02      | 25 de julio de 2014           |
| 03      | 24 de enero de 2015           |
| 04      | 25 de septiembre de 2015      |
| 05      | 25 de mayo de 2016            |
| 06      | 24 de diciembre de 2016       |

### ACCA: 13-ku Kansatsu-ka P.S.
ACCA: 13-ku Kansatsu-ka P.S. (ACCA13区監察課 P.S.?) es un manga spin-off, precuela del manga original. También es obra de Natsume Ono. Es publicado en la revista mensual Big Gangan de la editorial Square Enix desde el 24 de diciembre de 2016.

### Anime
Una serie de anime ha sido adaptada por el estudio Madhouse y constó de 12 episodios. En España ha sido transmitida en simultáneo por YouTube en el canal de Selecta Visión, licenciataria de la serie para España.

#### Lista de episodios
| #  | Título                                                                     | Fecha de Emisión Japón |
| -- | -------------------------------------------------------------------------- | ---------------------- |
|    |                                                                            |                        |
| 1  | «Moraitabako no Jean» (もらいタバコのジーン)                               | 10 de enero de 2017    |
| 2  | «Tomo no na wa Nino» (悪友の名はニーノ)                                    | 17 de enero de 2017    |
| 3  | «Shiro ni tadayou uwasa no kemuri» (城にただよう噂の煙)                    | 24 de enero de 2017    |
| 4  | «Tozasareta "kuni" no kusuburi» (閉ざされた「国」のくすぶり)               | 31 de enero de 2017    |
| 5  | «Shisen no saki, kasanaru ashiato» (視線の先、重なる足跡)                  | 7 de febrero de 2017   |
| 6  | «Senro to hokori no mukau saki» (線路と誇りの向かう先)                     | 14 de febrero de 2017  |
| 7  | «Yogiri ni ukabu shinjitsu» (夜霧にうかぶ真実)                             | 21 de febrero de 2017  |
| 8  | «Tsubasa wo hirogeta oujo to tomo no tsutome» (翼を広げた王女と友のつとめ) | 28 de febrero de 2017  |
| 9  | «Kiba wo muku yuubi na kurohebi» (牙を剥く優美な黒蛇)                      | 7 de marzo de 2017     |
| 10 | «Sora no nai machi ni furu hoshi» (空のない街に降る星)                     | 14 de marzo de 2017    |
| 11 | «Furawau no hana wa akui no kaori» (フラワウの花は悪意の香り)              | 21 de marzo de 2017    |
| 12 | «Tori no Yukue» (鳥の行方)                                                 | 28 de marzo de 2017    |

### ACCA: 13-ku Kansatsu-ka Gaiden - Paula to Michelle
ACCA: 13-ku Kansatsu-ka Gaiden - Paula to Michelle (ACCA13区監察課 外伝 ポーラとミシェル?) es un manga de seis capítulos escritos por Natsume Ono. Fueron recopilados en un único tomo lanzado el 25 de diciembre de 2017. En esta historia se relata la amistad de dos jóvenes de Jumoku cuyas familias se encuentran enfrentadas.